# Eugène Varlin
Louis-Eugène Varlin (ur. 1839 w Claye-Souilly, zginął 28 maja 1871 w Paryżu) – socjalista, działacz I Międzynarodówki, jeden z przywódców Komuny Paryskiej.

## Działalność wśród robotników
Urodził się w rodzinie chłopskiej. Zdobył wykształcenie malarza, następnie pracował w Paryżu jako introligator. W 1857 r. współzakładał nielegalny (z racji zakazu robotniczego zrzeszania się) związek zawodowy introligatorów. Pozostawał pod wpływem idei kooperacji i wzajemnej pomocy Proudhona, zakładając przy związku kasę pożyczkową i stowarzyszenie pomocy introligatorom w złej sytuacji finansowej. Na przełomie lat 1864-1865 przewodził protestom pracowników tej branży. Brał udział również w początkach walki o równość płci, promując aktywność robotnic, stanowiących nadal mniejszość w nielegalnych robotniczych stowarzyszeniach. 

Grafika z przedstawieniem Eugène'a Varlina autorstwa Fèlixa Vallottona (1897)

## I Międzynarodówka
Po powstaniu I Międzynarodówki Varlin aktywnie włączył się w jej prace, widząc sens międzynarodowej współpracy robotników w walce o poprawę warunków ich życia. W latach 1865 i 1866 uczestniczył w kongresach Międzynarodówki w Londynie i Genewie, gdzie angażował się głównie w kwestię praw kobiet - robotnic. Zakładał komórki Międzynarodówki w Creusot, Lyonie i Lille. 
Równocześnie pozostawał aktywny w swoim kraju. Uczestniczył w zakładaniu nowych, półlegalnych stowarzyszeń pracowniczych, a po uchwaleniu nowych regulacji prawnych w ich kwestii współtworzył Paryską Federację Stowarzyszeń Robotniczych (Fédération parisienne des sociétés ouvrières), z programem zdecydowanie socjalistycznym. Rozwinęła się ona później w dzisiejszą centralę związkową CGT. Varlin, nadal zafascynowany Proudhonem, brał również udział w tworzeniu dwóch zakładów kontrolowanych przez pracowników - fabryki La Ménagère w 1867, a rok później restauracji La Marmite. Obydwa zakłady uzyskiwały dobre wyniki ekonomiczne, zostały zamknięte na fali represji po Komunie Paryskiej. 
Varlin był wielokrotnie zatrzymywany przez francuską policję za swoją socjalistyczną aktywność. W sierpniu 1870, w momencie upadku Cesarstwa, był komendantem 193 batalionu Gwardii Narodowej i członkiem jej zarządu, które to stanowiska stracił na skutek polityki Komitetu Obrony Paryża. W czasie oblężenia miasta organizował robotnicze stowarzyszenia samopomocy, w lutym bez powodzenia kandydował do parlamentu. Został za to sekretarzem francuskiej sekcji Międzynarodówki. 

## Komuna Paryska
Varlin został wybrany do Rady Komuny z ramienia VI, XII i XVII okręgu. 24 marca uczestniczył w redagowaniu socjalistycznego projektu programu ruchu. W Radzie Komuny nie zdołał jednak przeforsować wielu swoich idei, pozostając w stałych sporach z blankistami. O wiele większe sukcesy odnosił na polu popularyzowania idei Komuny wśród robotników oraz czuwania nad tworzeniem nowych kooperatyw pracowniczych. 
W czasie Krwawego tygodnia walczył na barykadach w Belleville. Usiłował bezskutecznie odwieść innych dowódców Komuny od zamiaru rozstrzelania wziętych zakładników, również bez powodzenia bronił zakładników z ulicy Haxo, zlinczowanych przez oburzony tłum. 28 maja na ulicy La Fayette został rozpoznany przez nieznanego z nazwiska księdza, schwytany przez oddział wersalczyków, brutalnie pobity i wreszcie rozstrzelany na wzgórzu Montmartre.